# Une fleur m'a dit (série télévisée)
Pour les articles homonymes, voir Une fleur m'a dit.
Une fleur m'a dit est une série télévisée québécoise pour enfants en 77 épisodes de 13 minutes diffusée les dimanches matins du 7 octobre 1973 au 25 mai 1975 à la Télévision de Radio-Canada, précédant Le Jour du Seigneur.

## Synopsis
Bouton d'or et Ciboulette, fleurs-marionnettes animées par Jacques Thisdale et Yolande Michot, invitent les jeunes à participer à des fêtes qui chantent l'amitié, la fraternité et la participation.

## Voix
- Armand Labelle
- Yolande Michot
- Jacques Thisdale

## Fiche technique
- Manipulateurs : Pierrette De Lierres, Guy Beauregard et André Laliberté
- Scénarisation : Henriette Major
- Réalisation : Réal Gagné
- Musique : Mario Bruneau, guitariste
- Société de production : Société Radio-Canada